# Strophurus robinsoni
Strophurus robinsoni är en ödleart som beskrevs av  Smith 1995. Strophurus robinsoni ingår i släktet Strophurus och familjen geckoödlor. Inga underarter finns listade i Catalogue of Life.